# Governatorato di Damietta
Il governatorato di Damietta (arabo:محافظة دمياط, Muḥāfaẓat Dumyāṭ) è un governatorato dell'Egitto. Prende il nome dal suo capoluogo, Damietta. Si trova nel nord del paese, nel Delta del Nilo. Inoltre è il governatorato di Egitto più piccolo della riforma del 2008.
Nell'agosto del 2018 Manāl ʿAwaḍ Mīkhāʾīl prestò giuramento nelle mani del presidente ʿAbd al-Fattāḥ al-Sīsī nella sua qualità di nuovo governatore, diventando così la prima donna copta ad assumere una tale carica di vertice nell'amministrazione egiziana e la seconda donna ad accedere a una simile posizione apicale dopo che il 16 febbraio 2017 era stata nominata Governatore del governatorato di Buḥayra Nādiya Aḥmad ʿAbdu.